# 729
El 729 (DCCXXIX) fou un any comú començat en dissabte del calendari julià.

## Esdeveniments
- L'anglosaxó Willibald completa el seu pelegrinatge a Jerusalem després de deu anys.[1]